# Mario Pacchioli

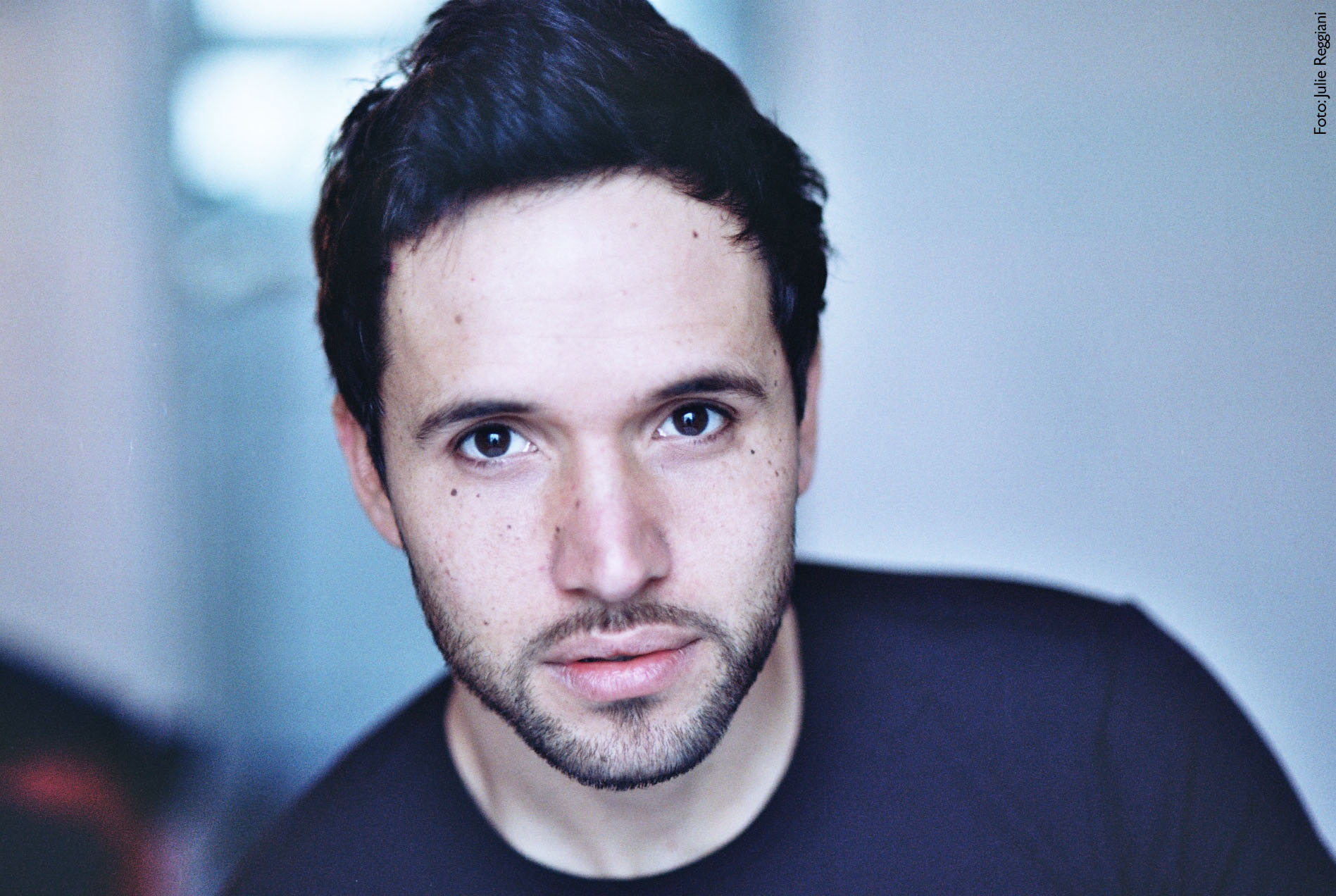
Mario Pacchioli, Paris 2011 (Foto: Julie Reggiani)

Mario Pacchioli (* 22. Mai 1981 in Ilanz, Kanton Graubünden) ist ein Schweizer Sänger, Musiker und Schauspieler. Im Jahr 2004 wurde er schweizweit bekannt durch die erste Staffel des Fernsehprogramms MusicStar, aus der er als Zweitplatzierter hervorging.

## Leben und Wirken
Mario Pacchioli stammt aus einer Künstlerfamilie. Sein italienischer Vater Felice Pacchioli ist bildender Künstler und seine rätoromanische Mutter war als Mädchen Akkordeonistin in der "Familienkapelle Maissen". Sie war es auch, die ihrem Sohn die Leidenschaft zur Musik weitergab. Im Alter von sechs Jahren spielt Pacchioli Akkordeon und tritt zusammen mit seiner Mutter als "Piccolo Mario" an zahlreichen Anlässen auf. Mit sieben Jahren beginnt er eine klassische Klavierausbildung bei Ferenc Bognar und eine klassische Gesangsausbildung bei dem Bündner Bassisten Armin Caduff. 1995 produziert das Radio Romontsch eine erste Kassette, auf die Pacchioli mit seinem Knabensopran rätoromanische und italienische Volkslieder interpretiert. Mit der Compagnia Rossini tritt er als kleiner Zigeuner in der Essoper "La cena è pronta" im Parkhotel Waldhaus Films auf. Kurz vor seinem Stimmbruch singt er 1996 unter der Leitung von Armin Caduff in Giuseppe Verdis Nabucco.
Nach dem Stimmbruch gründete Pacchioli seine erste Band. Mit "Maconga" feierte er Erfolge inner- und ausserhalb der Schweiz und sammelte erste Fernseherfahrungen (Risiko, SF / Bsuech in, SF / Compagnia Bella, TSI / Cuntrasts, RTR). In sieben Jahren veröffentlichte die Band zwei Alben mit Eigenkompositionen.
2004 nahm Pacchioli an der ersten Staffel der Castingshow MusicStar teil. Die Sendung wurde zwischen November 2003 und März 2004 im Programm des Schweizer Fernsehens ausgestrahlt. Als Zweitplatzierter erhielt er einen Vertrag der Plattenfirma Universal. Seine erste Single "Tier tei / By your side" erreichte Platz 3 der Schweizer Single-Charts. Das folgende Album "Mario Pacchioli" erreichte Platz 1 und Goldstatus. Nach seiner zweiten Single Can’t Stop Loving und dem zweiten Soloalbum Vias zog sich Pacchioli aus dem Rampenlicht zurück, um sich musikalisch weiterzubilden. Er besuchte 2006 die Musicians Institute of Technology in Hollywood/Los Angeles und arbeitete intensiv an seinem Klavierspiel.
2009 erschien das dritte Soloalbum "Rispondas", welches er co-produzierte. Zum ersten Mal sang er auch Lieder in französischer Sprache. Mit dem Programm "Rispondas" trat Pacchioli unter anderem am 43. Montreux Jazz Festival auf. 2009 trat Pacchioli auch als Schauspieler auf. In der rätoromanischen Version von Shakespeares Ein Sommernachtstraum verkörperte er die Rolle des Puck. Regie führte der bekannte Bündner Schauspieler Bruno Cathomas. Noch im gleichen Jahr zog Pacchioli nach Paris, wo er eine professionelle Ausbildung als Theaterschauspieler an der "Académie Internationale des Arts du Spectacle" (Leitung Carlo Boso) in Versailles machte und im Pariser Kleintheater Les Blancs Manteaux zu sehen war. 2012 spielte er die Rolle des Roméo in Shakespeare’s Roméo et Juliette am Festival d’Avignon. Ab 2013 trat er und der Westschweizer Künstler Laurent Brunetti mit dem Rezital Pêcheurs de Rêves (Komposition, Arrangements und Piano: Mario Pacchioli) in 15 Ländern auf.
Pacchioli lebt und arbeitet heute als Schauspieler und Musiker in Paris.

## Diskografie

### Alben
- 1995: Cant
- 1998: Pertgei (Maconga)
- 2000: Alla musica (Maconga)
- 2004: Mario Pacchioli
- 2005: Vias
- 2009: Rispondas
- 2015: Pêcheurs de Rêves / Laurent Brunetti (als Pianist, Komponist und Arrangeur)

### Singles
- 2004: Tier Tei / By Your Side
- 2004: Can’t Stop Loving You

## Theater
- 2007: Forza Surselva / M. Tschuor, Rolle: Giovanni (Regie: Roman Weishaupt, Jürg Gautschi)
- 2008: Drei Mal Leben / Y. Reza, Rolle: Henri (Regie: Lina Baselgia)
- 2009: Ein Sommernachtstraum W. Shakespeare, Rolle: Puck (Regie: Bruno Cathomas)
- 2010: The Cabaret / nach J. Tardieu, Rolle: Le musicien (Regie: Pascal Castelletta)
- 2010: Chants d’Exils / C. Fréchette, Rolle: Raoul (Regie: Clara McBride)
- 2011: Les sept contre Thèbes / Aischylos, Rolle: Étéocle (Regie: Pascal Arbeille)
- 2011: Le brasier ardent / nach I. Mosschuchin, Rolle: Le mari (Regie: Elena Serra)
- 2011: Les enfants du Paradis / nach J. Prévert, Rolle: Frédéric (Regie: Elena Serra)
- 2012: Roméo et Juliette / W. Shakespeare, Rolle: Roméo (Regie: Carlo Boso)
- 2012: La Esmeralda / nach V. Hugo, Rolle: Clopin (Regie: Danuta Zarazik)
- 2013: La prime au suicide / C. Cadrieu, Rolle: Joachim Verrier (Regie: Caroline Cadrieu)
- 2014: Le conte d’hiver / W. Shakespeare, Rolle: Léonais (Regie: Pascal Arbeille)
- seit 2013: Pêcheurs de Rêves – le Récital / M. Pacchioli, L. Brunetti (Regie: Pascal Arbeille)